# 런웨이에서 웃어줘
《런웨이에서 웃어줘》(일본어: ランウェイで笑って)는 이노야 코토바가 글을 쓰고 그림을 그린 일본 만화 시리즈이다. 2017년 5월부터 2021년 7월까지 고단샤 주간 소년 매거진에 연재되었다. 낱권책은 전 22권으로 나왔다. 에졸라(Ezóla)가 각색한 애니메이션 TV 시리즈는 2020년 1월 11일부터 3월 28일까지 아니메이즘 프로그래밍 블록에서 방영되었다.

## 개요
이 만화는 어려운 처지가 서로 다르지만 패션계에서 반드시 성공하겠다는 꿈을 품고 있는 츠무라 이쿠토와 후지토 치유키의 이야기를 그리고 있다. 치유키는 모델이 되어 파리 패션위크에 참가하는 것이 꿈이다. 그러나 사람들은 그녀가 마르고 풍만한 몸매에도 불구하고 키가 너무 작다(158센티미터)는 이유로 그녀의 꿈을 비웃는다. 이쿠토는 바느질 실력 덕분에 패션 디자이너가 되고 싶어하지만 집안 형편이 어렵다.
야나기다 하지메가 이쿠토의 재봉 솜씨를 알아채고 그의 패션 스튜디오에서 아르바이트를 제안하면서 기회가 생긴다. 이쿠토는 가족을 부양하기 위해 이 제안을 받아들인다. 한편 치유키의 아버지는 이쿠토에게 둘 다 동급생이기 때문에 그녀의 파트너가 되어달라고 부탁하고 치유키가 키에도 불구하고 그녀의 꿈을 따르기를 원한다. 여기에는 키 콤플렉스를 갖고 있는 유명하지만 수줍음이 많은 모델 하세가와 코코로와 이쿠토를 라이벌로 여기는 신동 패션 디자이너 아야노 토오가 합류한다. 치유키와 이쿠토는 꿈을 이루기 위해 함께 노력해야 한다.